# Hypergool
Hypergool is de term die gebruikt wordt voor twee stoffen die spontaan tot ontbranding komen wanneer ze in contact met elkaar komen. De bekendste toepassing hiervan is in de ruimtevaart, waar hypergole raketmotoren veel gebruikt worden.
De term hypergool werd voor het eerst gebruikt tijdens de Tweede Wereldoorlog in het Duitse raketbouwprogramma: hyper + ergon (Grieks voor werk) + ol (van oleum, Latijn voor olie).

## Gebruik in de ruimtevaart
Hoewel hypergolische stoffen meestal moeilijk hanteerbaar zijn (explosief, corrosief en vaak giftig) heeft het gebruik ervan voor raketmotoren veel voordelen, met name de grote betrouwbaarheid en eenvoud. Een ontstekingsmechanisme is niet nodig omdat een hypergolische raketmotor altijd start, wat van groot belang is voor bovenste rakettrappen en voor stuurraketten. Zodra de stoffen in de verbrandingskamer gemengd worden reageren ze, waardoor zich geen teveel aan brandstof in de verbrandingskamer kan verzamelen, wat mogelijk catastrofale gevolgen zou hebben (een zogenoemde ‘harde start’). 
Opslag van de meest gebruikte hypergole brandstoffen kan bij normale temperatuur en druk, in tegenstelling tot de opslag van vloeibare waterstof en zuurstof. Daarom wordt hypergole brandstof vaak gebruikt voor raketmotoren die na de lanceerfase gebruikt moeten worden.

## Hypergole brandstofcombinaties
Hydrazine-derivaten met distikstoftetraoxide zijn de enige hypergole brandstoffen die nog gebruikt worden. Weliswaar zijn ze giftig maar ze kunnen zonder koeling voor langere tijd opgeslagen worden.